# ソレダード
ソレダード(スペイン語：Soledad)(スペイン語発音: [soleˈðað])は、コロンビアのカリブ海自然地域の大西洋県の都市。
2016年の人口は63万1600人で、同国7位。
バランキージャ都市圏に含まれる。
カリブ海自然地域ではバランキージャとカルタヘナに次いで3番目に大きい。

## 人口
- 1985年10月15日：16万8291人
- 1993年10月24日：23万6521人
- 2005年6月30日：46万996人
- 2010年6月30日：53万5000人
- 2016年6月30日：63万1600人

## 交通
- エルネスト・コルティソス国際空港